# ラーマ (マーガリン)

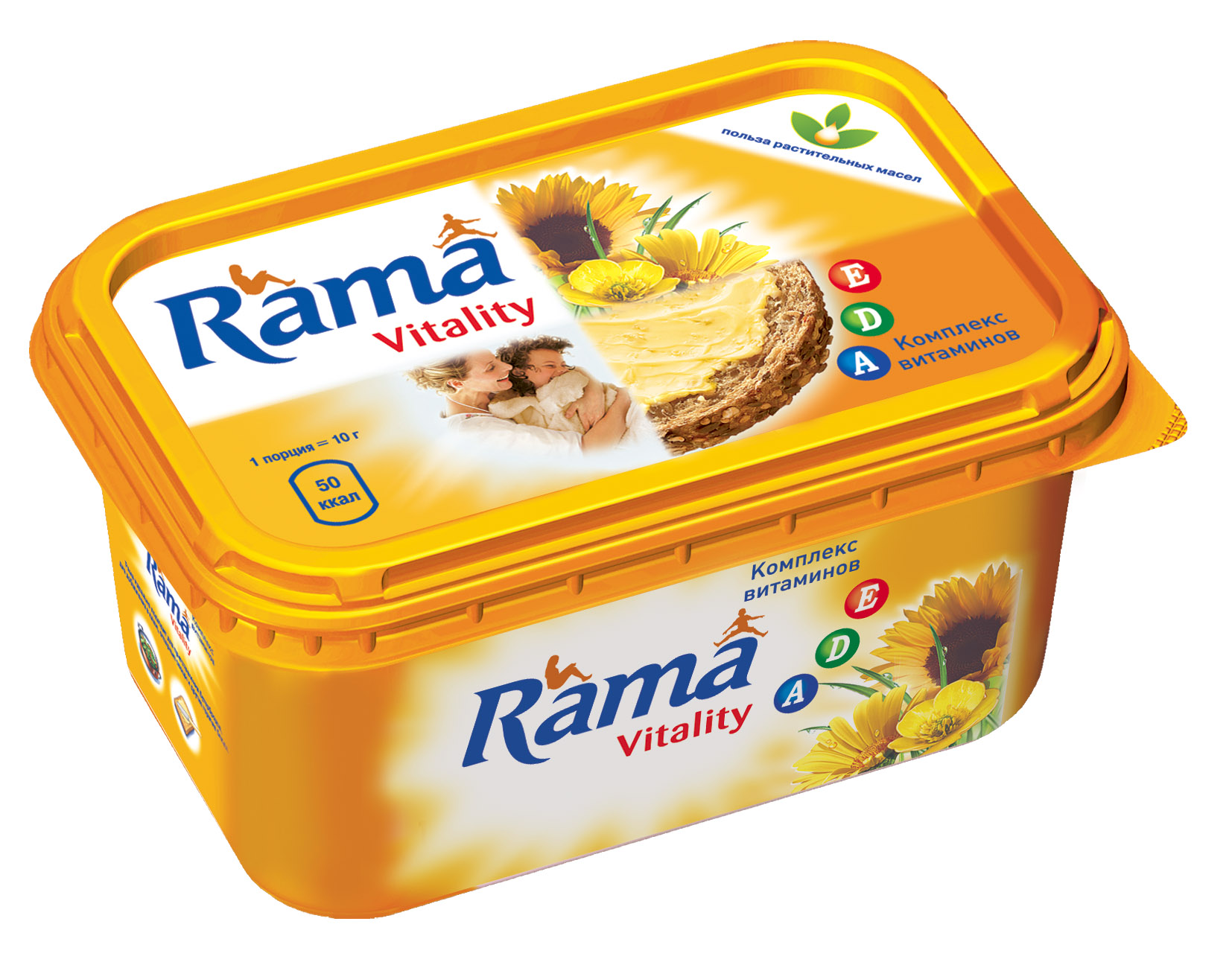
ロシアで販売されている「ラーマ」

ラーマは、J-オイルミルズが製造・販売していたマーガリンの商品名。

## 歴史
日本では1966年に豊年リーバ（現在のユニリーバ・ジャパン）より販売を開始した。押阪忍が出演するテレビCM「ラーマ奥様インタビュー」で商品の知名度を上げた。
販売当初から静岡県内の工場で製造されていたが、工場機械の老朽化などの理由から2024年3月をもって「ラーマ」ブランドで展開していた家庭用マーガリンの製造・販売を終了する事を発表した。なお、業務用マーガリンの製造事業は継続する。

## 終売時のラインナップ
- ラーマ ベーシック
- ラーマ バターの風味
過去のラインナップはJ-オイルミルズ#取扱ブランドから、「ラーマ（マーガリン）」を参照。

## テレビCM
「ラーマ奥様インタビュー」として、押阪忍が街頭の主婦に「ラーマ」を試食してもらい、感想を聞くCMが放送されていた。押坂の上品な語り口や一般の主婦の感想を放送する斬新なCMにより、商品の知名度を上げる事に成功した。その後、リメイク版として1990年代に笑福亭鶴瓶出演のCMが製作された。